# جایزه فیلم سوئیس
جایزه فیلم سوئیس (فرانسوی: Prix du cinéma suisse‎؛ آلمانی: Schweizer Filmpreis؛ ایتالیایی: Premio del cinema svizzero) نام یک جایزه ملی فیلم در کشور سوئیس است که در سال ۱۹۹۸ میلادی بنا نهاده شد.
از سال ۱۹۹۸ تا ۲۰۰۸ میلادی، این جایزه در خلال جشنواره فیلم سولوتورن اهدا می‌شد، اما از سال ۲۰۰۹ میلادی، فقط نامزدهای دریافت جایزه در این فستیوال اعلام می‌شود و جشن و مراسم اهدای آن در یک برنامه مجلل و مجزا در شهر لوسرن برگزار می‌شود.
همچنین تا سال ۲۰۰۹ میلادی، اعضا هیئت داوران از وزارت فرهنگ سوئیس و دولت‌مردان آن کشور تعیین می‌شد اما از آن سال به بعد، «آکادمی فیلم سوئیس» اهدای جوایز را به عهده گرفت. مراسم اهدای این فسلم در سال ۲۰۲۰ به‌سبب دنیاگیری کووید-۱۹ برگزار نشد.